# Bondeå
Bondeå (på tysk Bondenau) er et vandløb i Angel i det østlige Sydslesvig. Bondeåen udspringer ved Langdel ved Mårkær og munder efter 20 km i Træsøen, hvor den fortsætter som Trenen. Åen er sammen med Kilsåen en af de to store kildefloder til Trenen. Bondeåen danner på enkelte strækninger grænsen mellem Bøl, Sørup, Satrup og Store Solt sogne og dannede frem til 1974 sydgrænsen for Flensborg amt hhv. Flensborg kreds. Ved Oksagerbro når åen det historiske grænsepunkt, hvor Ugle, Husby, Ny og Satrup Herred mødes. Åen passerer bl. a. Paddeborg, Mårkærdam, Bavstrup, Mølleskov, Ryde-Pugmaj, Bondebro, Gammelbyskov, Oksagerskov, Bistoft og Møllebro og Store Solt, inden den munder ud i Træsø. Bondenåen har tilløb fra en række åer i det centrale Angel såsom fra Mølleskov Å, Ryde Å, Søndersø via Vinbæk, Gammelby Mosegrav, Rørkær Bæk, Rydebæk og Nakskov Å. Ved Morkær Dam, Eslingsvad (også Eskildsvad) og ved Store Solt-Møllebro fandtes tidligere vandmøller. Ved Satrup er der flere skovstrækninger som Kollerup Skov, Obdrup Skovkobbel og Jeslund Skov.
Åens nvan er første gang nævnt 1648. Navnet henføres til bonde. Måske er navnet en ellipse for *Bondebroå eller *Bondeåbro, men der er dog ikke tvingede grunde til at antage. Åen er også blevet omtalt som Sønderå som Trenens sydlige biflod, mens Kilså er blevet omtalt som Nørreå.